# Скрытница колючая
Скры́тница колю́чая (лат. Crȳpsis aculeāta) — вид растений рода Скрытница (Crypsis) подсемейства Злаковые (Poaceae).

## Ареал и среда обитания
Общий ареал — Европа, Кавказ, Средняя и Западная Азия, Средиземноморье, запад Китая, Монголия.
Как правило, встречается на песчаных берегах солёных озёр, на солончаках и солончаковых лугах.

## Ботаническое описание

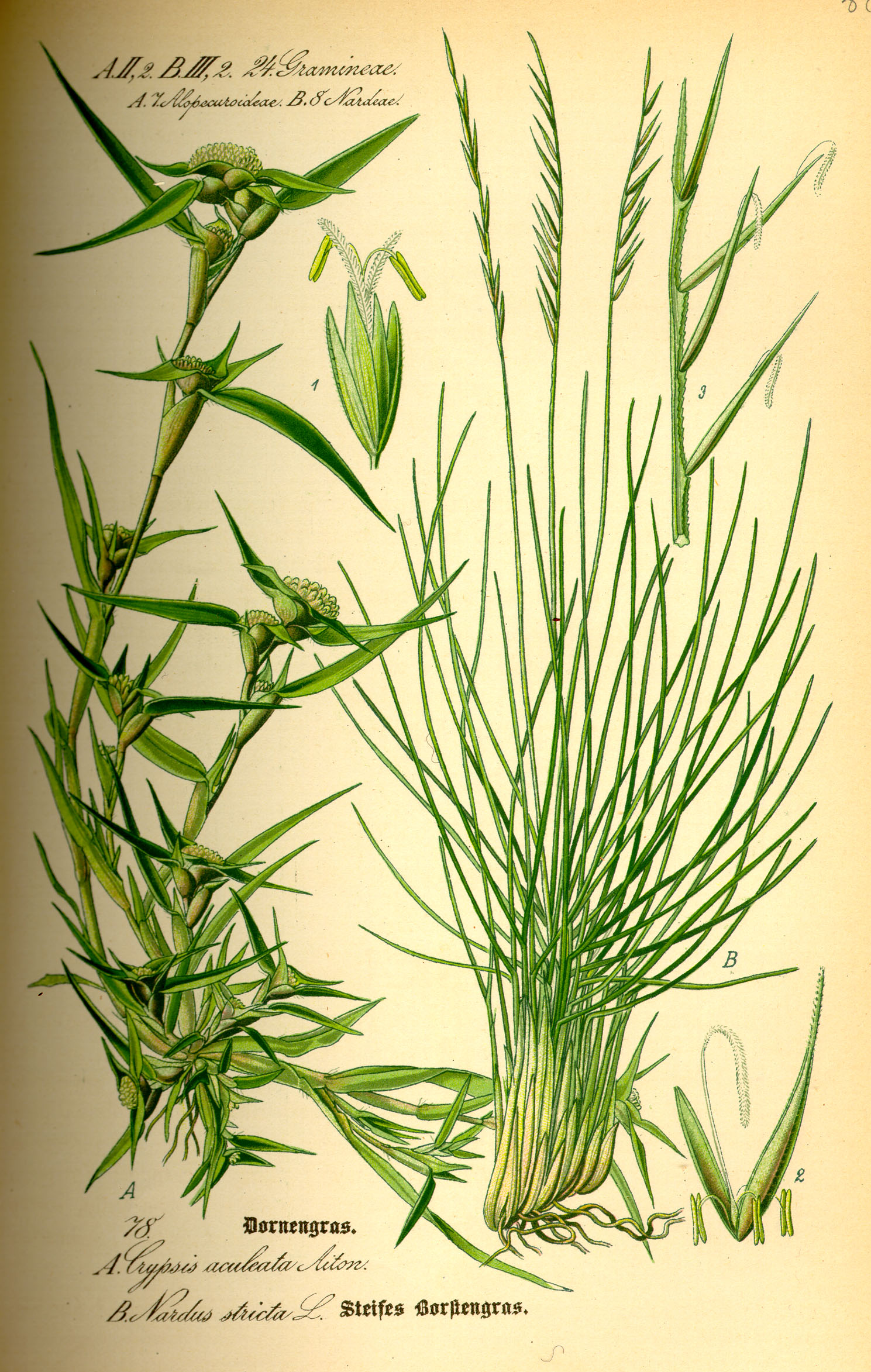
Скрытница колючая (слева).

Многолетнее серовато-зелёное растение высотой от 1 до 35 см.
Стебли — простёртые, множественные, ветвящиеся, прямые или коленчато согнутые, резко разной длины в одной куртинке. Листовые пластинки длиной от 0,5 до 4 см, 1—3 мм шириной, жёсткие, шиловидные, сильно наклонённые от стебля, голые или с рассредоточенными длинными волосками на обеих сторонах, тонко заточенные, остроконечные. Междоузлия широкие, несколько сплюснутые и наклонённые от стебля, голые, с длинными ресничками на влагалищно-пластинчатых сочленениях, заметно короче пластинки.
Соцветие шириной 5—15 мм и такой же высоты, головчатые или полушарообразные, главная ось соцветия слабо заметна. Междоузлия двух — трёх верхних листьев сближены при основании соцветия и высоко прикрывают его со всех сторон.
Колоски 3—4 мм длиной, практически сидячие. Колосковые чешуи плёнчатые, ланцетовидные, килеватые и с очень коротенькими ресничками по килю. Нижние цветковые чешуи чуть длиннее колосковых, тычинок две.
Цветение в июле — августе, плодоношение в августе — сентябре.

## Охрана
Включена в Красные книги следующих субъектов Российской Федерации: Воронежская область, Калмыкия, Новосибирская область.

## Синонимика
Согласно данным The Plant List
- Agrostis aculeata Scop.
- Anthoxanthum aculeatum L.f.
- Antitragus aculeatus (L.) Gaertn.
- Crypsis schoenoides P.Beauv., nom. illeg.
- Heleochloa diandra Host
- Ischaemum aculeatum Munro, nom. inval.
- Pallasia aculeata (L.) Kuntze
- Phleum aculeatum (L.) Lam.
- Raddia aculeata (L.) Mazziari
- Schoenus aculeatus L.